# Carolina Colorado
Carolina Colorado Henao (Caldas, Colombia, 7 de septiembre de 1987) es una nadadora colombiana. Nadó para Colombia en los Juegos Olímpicos de 2008 y en los Juegos Olímpicos de 2012. 
Actualmente es plusmarquista nacional y sudamericana. Igualmente, fue presentadora de Capicúa, un magazín del canal Telemedellín dirigido a niños entre 8 y 15 años.